# Prodromus florae Britannicae
Prodromus florae Britannicae (abreviado Prodr. Fl. Brit.) es un libro con ilustraciones y descripciones botánicas que fue escrito por el botánico inglés Frederic Newton Williams y publicado en 5 volúmenes en los años 1901-1912.